# Fronteira China–Mianmar
A fronteira entre China e Mianmar é a linha que limita os territórios da República Popular da China e de Mianmar (Birmânia). Iniciando-se junto do Hkakabo Razi (5881m), a montanha mais alta do sudeste asiático, passa pela cordilheira de Jigong Shan e pelo monte Jiangaosh (3302 m). Continua por zonas montanhosas, tendo apenas uma pequena parte fluvial no rio Mekong, terminando junto da fronteira com o Laos. Corresponde, para Mianmar, aos limites orientais dos estados Kachin e Shan e, para a China, aos limites ocidentais da província de Yunnan. Existe desde 1274, mas seu traçado definitivo é recente, remontando ao acordo em janeiro de 1961.

## História

### Resolução fronteiriça de 1960

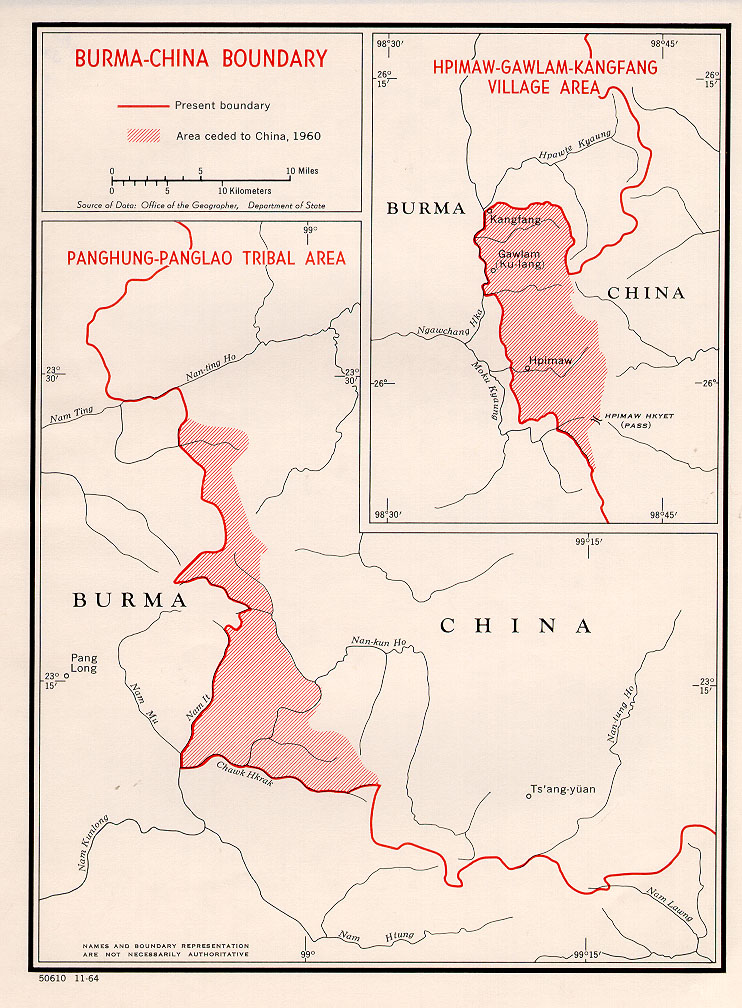
Mapa das áreas cedidas à China: municípios de Pianma (Hpimaw) e Banlao (Panglong) como resultado do tratado de fronteira de 1960.

As discussões entre a Birmânia e a China (sob domínio comunista) sobre a fronteira começaram em 1954, com a China desejando controlar a área de forma mais eficaz, uma vez que estava sendo usada como base pelas tropas do Kuomintang.  Em 28 de janeiro de 1960, um tratado foi assinado que delimitou a maior parte da fronteira, que foi posteriormente concluído com um tratado de delimitação total assinado em 1 de outubro de 1960, com ambos os lados cedendo pequenas áreas ao longo da fronteira.  Os dois lados então demarcaram a fronteira no solo no ano seguinte. 
Desde então, as relações entre os dois países têm permanecido amplamente cordiais, embora a região fronteiriça às vezes tenha sido volátil devido às contínuas insurgências em Kachin e em Shan, no Mianmar.  Nos últimos anos, várias cidades ao longo da fronteira, como Mong La, Ruili e Muse, tornaram-se centros de jogos de azar, prostituição e contrabando de drogas. 